# Peuk

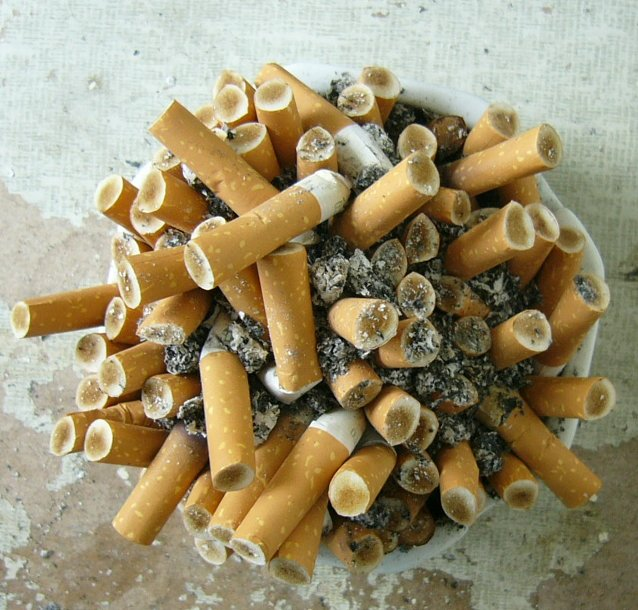
Sigarettenpeuken in een asbak

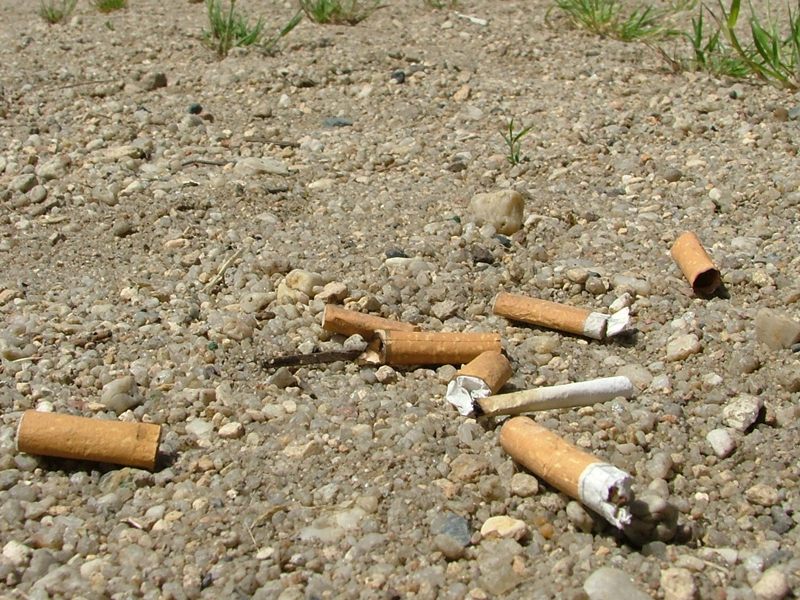
Peuken op straat

Een peuk is het restant van een sigaret of sigaar wanneer deze is opgerookt.
De sigarettenpeuk bestaat uit het filter en nog een restje vloei met tabak. Deze peuk is meestal ongeveer een kwart van de lengte van een filtersigaret, enigszins afhankelijk van het merk. 
Bij een sigaar is een peuk het uiterste stompje sigaar. Deze is wel aanmerkelijk langer dan een sigarettenpeuk, zo'n twee tot drie centimeter.
Sigaretten gedraaid van shag zonder filter laten meestal een kortere peuk achter.
In de jaren '50 van de afgelopen eeuw werd men zich bewust van de schadelijke gevolgen van roken en werden filters geïntroduceerd, ook voor sigaren. Dit waren sigarettenhouders met filtermateriaal waar de sigaret of de sigaar in kon worden geplaatst.
De term 'peuk' kan in Nederland ook duiden op een sigaret, zoals in: "m'n peuken zijn op" (pars pro toto). 

## Vergiftigingsgevaar
In het filter van een peuk zitten genoeg giftige stoffen om een baby of peuter te vergiftigen. Twee à drie peuken zijn genoeg voor een dodelijke dosis.

## Brandgevaar
Niet gedoofde peuken zijn een brandgevaar voor bossen, gebouwen en voertuigen.

## Milieuverontreiniging
Peuken (met of zonder filter) zijn een erg onderschatte oorzaak van milieuverontreiniging vanwege onder andere het gebruik van niet afbreekbare plastics en in het filter opgevangen stoffen als kwik, nicotine en lood.